# Санта Каталина (Калифорнија)
Санта Каталина (енгл. Santa Catalina Island) је острво САД које припада савезној држави Калифорнија. Површина острва износи 194 km². Према попису из 2000. на острву је живело 3696 становника.